# دنیس باتلر
دنیس باتلر (انگلیسی: Dennis Butler؛ زادهٔ ۲۴ ژوئن ۱۹۴۴) بازیکن فوتبال اهل بریتانیا است.
از باشگاه‌هایی که در آن بازی کرده‌است می‌توان به باشگاه فوتبال روچدیل و باشگاه فوتبال بولتون واندررز اشاره کرد.